# 大汶口文化
大汶口文化（だいぶんこうぶんか）は、中国山東省を中心に紀元前4100年頃から紀元前2600年頃にかけて存在した新石器時代後期の文化。遺跡は黄河下流の山東省泰安市付近に集中しているが、黄海沿岸・渤海南岸から魯西平原の東部、淮河北岸の一帯にまで広がっており、隣接する安徽省・河南省・江蘇省からも少数の発見報告がある。
大汶口文化の名称は、1959年に山東省泰安市岱岳区の大汶口鎮から発見された遺跡に由来する。1962年より発掘調査を開始、1964年に大汶口文化と命名された。後に出土物からこの文化が仰韶文化と同時期かそれよりも古いことが確認された。発掘は1974年と1978年にも行われているが、大汶口文化に関係するのは遺跡の層の中でも中間部分だけで、深い層は北辛文化（紀元前5300年 - 紀元前4100年）に、新しい層は龍山文化（紀元前3000年 - 紀元前2000年）に関係する特徴が見られる。大汶口文化の遺跡からはトルコ石・ヒスイ・象牙などでできた加工品、および陶器が多く発見されている。
大汶口文化は早期（紀元前4100年 - 紀元前3500年）、中期（紀元前3500年 - 紀元前3000年）、後期（紀元前3000年 - 紀元前2600年）と、大きく3つの時期に分かれる。初期においては、発掘物から見て階級差は大きくなかったと考えられ、出土する人骨の性別などから当時の社会は母系氏族共同体だったと推測されている。この時期は鬹（き）といわれる三足器（陶製の三本脚の調理器で、脚が長い）や紅陶でできた鼎（てい、かなえ、三本足の器）など多様な形をした陶器が特徴的である。また早期も終わりのほうになると土を盛った墳墓も多くなる。
中期に入ると出土する陶器は紅陶にかわり灰陶・黒陶が増え、量の大きさや文様・形の多様さが明確になる。また社会が父系氏族共同体へ移行し父系社会が確立したさまがみられる。
後期に入ると墳墓の中に木製の棺が現れる。大汶口文化も父系氏族共同体の末期に入り階層化が進み、副葬品のない墳墓がある一方で大量の副葬品が発見される墳墓もある。土器は灰陶・黒陶が主流となり、器の厚さは薄く精巧になってゆき、黒陶や卵殻陶（卵の殻のような薄さの陶器）を特徴とする龍山文化につながってゆく。